# Neòfit VIII de Constantinoble
Neòfit VIII (en grec Νεόφυτος Η') va ser Patriarca de Constantinoble de l'any 1891 al 1894.
Va néixer l'any 1832 i amb sis anys va entrar en un monestir on hi tenia uns parents monjos. L'any 1851 va ser ordenat diaca. Més tard va ser assistent del metropolità de Nissa. Va deixar aquest lloc i va marxar a l'Imperi Alemany, i va estudiar teologia a Múnic durant uns dos anys iva aprendre alemany. Quan va tornar va ser secretari i ardiaca del metropolità d'Amasya, que el va ordenar sacerdot i arximandrita.
El 25 de novembre de 1867 va ser elegit bisbe d'Eleuteròpolis. El 19 de gener de 1872 va ser metropolità de Filipòpolis. El 1878, Neòfit va ser un dels candidats al tron patriarcal que finalment va ser per Joaquim III. L'any 1880 va ser metropolità d'Adrianòpolis, càrrec que va mantenir fins al 1886, quan va dimitir i va anar al monestir de Vatopedi al Mont Atos. El 1887, però, Neòfit va ser elegit bisbe metropolità de Pelagònia i el 1891, de Nicòpolis i Préveza.
Després de la mort del patriarca Dionís V, Neòfit va ser elegit patriarca el 27 d'octubre de 1891, però no sense polèmica: en aquell moment, hi havia dues faccions, els que anaven al seu favor i els seus contraris. El 2 de novembre del mateix any, Neòfit va ser presentat al sultà Abdul Hamid II i entronitzat. Durant el seu patriarcat es va enfrontar amb l'anomenada «Qüestió de les escoles», on es va discutir la situació de les escoles religioses gregues dins de l'Imperi Otomà i l'afegitó del coneixement de la llengua turca al currículum dels estudiants. Va iniciar també la inscripció de totes les esglésies i monestirs del Patriarcat.
El 25 d'octubre de 1894 Neòfit es va veure obligat a dimitir i es va retirar a les Illes dels Prínceps, on va morir el 18 de juliol de 1909.